# Kapıkaya (Isparta)
Kapıkaya ist eine antike Stätte beim Dorf Güneyce in der Südwest-Türkei im Landkreis Isparta der gleichnamigen Provinz in den Ausläufern des Davraz Dağı. Der Ort ist nicht zu verwechseln mit Kapıkaya (Kapıkaya Canyon/Kapıkaya-Schlucht des Çakıt Çayı) bei Karaisalı oder dem Ort Kapıkaya bei Kozan (beide in der Provinz Adana).

## Zur geographischen Lage

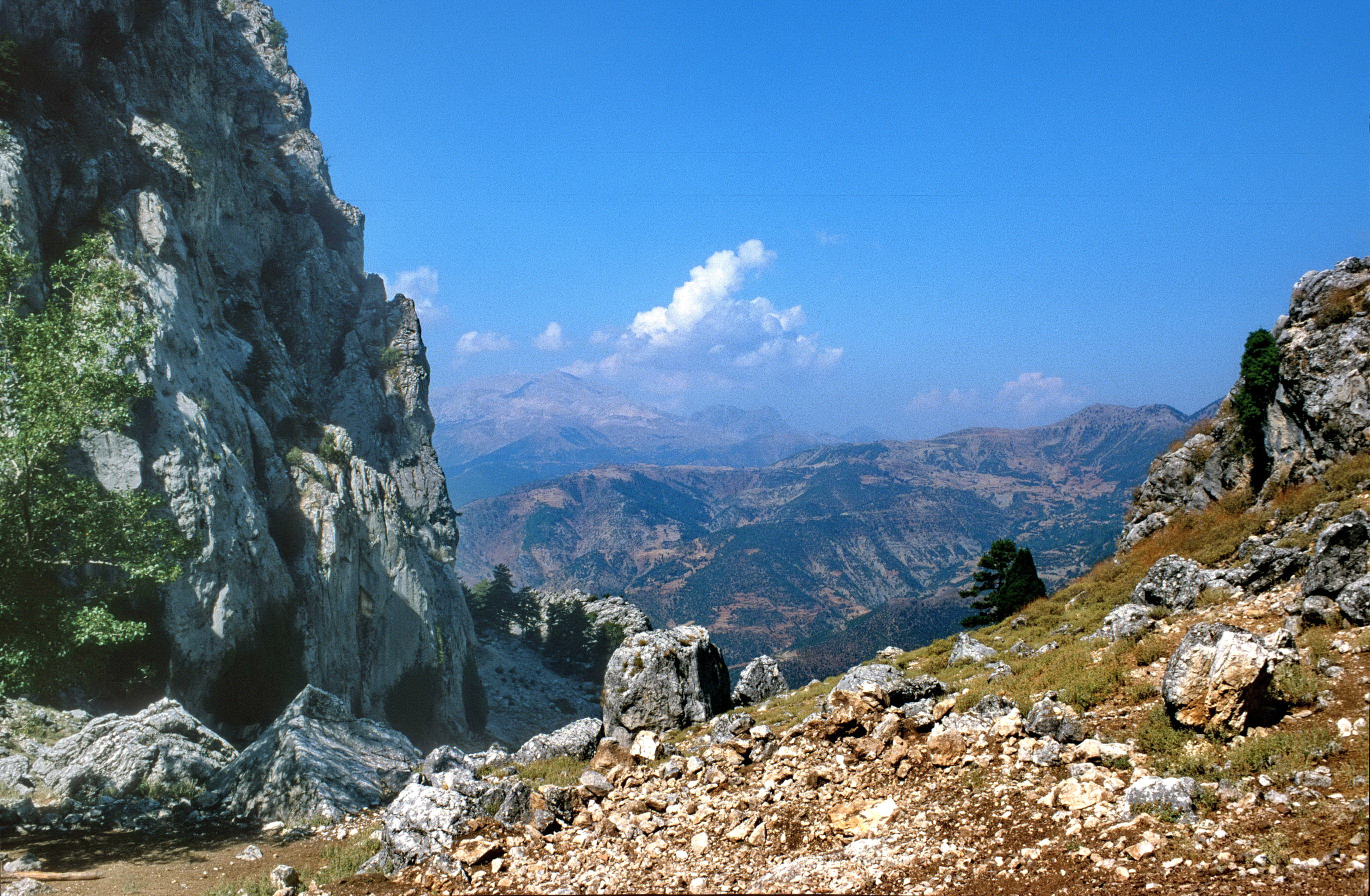
Blick nach Süden vom Kapıkaya-Pass in die Senkenlandschaft des Çukurçay und Aşağı Gökdere.

Die Ruinen der antiken Siedlung mit städtischem Charakter, deren Name bislang unbekannt ist und deshalb unter der regionalen Bezeichnung „Kapıkaya“ (Torfelsen) geführt wird, liegen ca. 20 km südöstlich von Isparta in den südlichen Ausläufern des Davraz Dağı (2637 m) laut Guy Labarre auf einer Höhe zwischen 1200 m und 1350 m in der antiken Region Pisidien. Nach Hochrechnung der Werte aus einem Detailplan der östlichen Siedlungsteile erstreckt sich das bebaute Stadtgebiet allerdings weitgehend in einer Höhe zwischen 1390 m (Kirche im Norden), 1350 m (Agora) und 1340 m (südliche Vormauern). Dieser Platz etwa 2 km (8 km a. d. Straße) südwestlich des Dorfes Güneyce auf einer in der Antike benutzten Passhöhe ist von unzugänglichen und schroffen Bergen umgeben. Er wird strategisch günstig eingerahmt zwischen den Gipfeln des Keçikayası Tepesi (1543 m) im Westen und Kapıkaya Tepesi (1739 m) im Osten in einer südwärts ausgerichteten geographischen Position, die die Täler des Aksu Çayı (antik: Kestros/Cestros) und einiger seiner Nebenflüsse zum Mittelmeer hin dominiert. Der Durchgang zwischen diesen beiden Gipfeln bildet eine natürliche Öffnung, die der Stätte ihren Namen gab: „Kapıkaya“ (Torfelsen). Am südlichen Fuße der Stätte fließt der Çukurçay von Nordosten nach Südwesten und im Westen der Isparta Çay, beides Nebenflüsse des Aksu Çayı. Die Stätte hieß früher Kapılıtaş (Stein mit Tor), als sie am 6. Mai 1842 vom deutschen klassischen Philologen und Gymnasiallehrer Julius August Schönborn als erstem Europäer erforscht wurde.

## Forschungsgeschichte
Der leidenschaftliche Asienforscher August Schönborn lieferte Mitte des 19. Jahrhunderts die ersten Beschreibungen des Ortes Kapıkaya. Er identifizierte den Ort mit Sandalion, das laut Strabon jedoch zwischen Sagalassos und Kremna lag. Er berichtete von Nischengräbern in Felswänden, von Mauern aus großen Quadern und von 8 zusammengefallenen Gebäuderuinen. Etwas genauer erwähnte er einen Bau, den er als Stadion ansah. Es sollte über 140 Jahre vergehen, bis die nächsten Forscher Kapıkaya besuchten. Der erste war der Österreicher Norbert Mersich, der 1985 nach Kapıkaya kam. Er konzentrierte sich dabei vor allem auf die frühchristlichen Überreste. Er entdeckte ein Baptisterium und die Mauern einer Kirche (Apsis und einen Teil des Narthex), deren übrige Mauern aus hellenistischer Zeit stammten. Er erwähnte auch die Existenz zweier weiterer Kirchen in der Nachbarschaft. 1994 führte unter der Leitung von Marc Waelkens das archäologische Team aus Sagalassos (bei Ağlasun) in Kapıkaya Forschungen durch. Waelkens zeichnete ein etwas schärferes Bild der Stätte. Dabei benannte er mehrere Kirchen und ein Baptisterium. Er korrigierte die Interpretation Schönborns und erkannte das Forum/Agora von Kapıkaya. Die Beschreibung konzentrierte sich hauptsächlich auf die Überreste der örtlichen Hauptgebäude, ging aber auch kurz auf die Befestigung, die Nekropole und die Arkosolien ein. Vier davon wurden 2007 von der türkischen Archäologin Neslihan Yılmaz veröffentlicht, die Studie blieb jedoch unvollständig.
In den 1990er Jahren wurde die Stätte vom britischen Althistoriker Stephen Mitchell vorläufig als Typallia identifiziert. Außer dem Namen Typallia verwendete Mitchell auch die Schreibweise Typallion. Diese Namenszuweisung wurde allerdings durch die Forschungsergebnisse vom türkischen Althistoriker Bülent İplikçioğlu widerlegt, der Typallia an einem anderen Ort nachwies. Typallia konnte sicher am Asarlık Tepe am Südrand des Sivri Dağı (Teil der Beydağları) bei Çitdibi (Konyaaltı / Antalya) lokalisiert werden, sodass die Frage der Identität von Kapıkaya weiter offen blieb. Veli Köse, türkischer klassischer Archäologe des Surveyteams von Waelkens (s. o.), veröffentlichte 2005 erstmals zwei entdeckte Waffenreliefs der Markthalle in Kapıkaya. Wieder vergingen fast 10 Jahre, bis die nächste Forschergruppe nach Kapıkaya kam. Es waren die Historiker Guy Labarre und Mehmet Özsait sowie die Archäologen Nesrin Özsait und İlhan Güceren, die 2012 in Kapıkaya und zwei weiteren pisidischen Orten arbeiteten. 2012 setzte der türkische Althistoriker Mehmet Özsait die Untersuchungen fort, um fehlende Teile der Arbeiten zu vervollständigen und einen Plan der archäologischen Stätte zu erarbeiten. Erste umfänglichere wissenschaftliche Felduntersuchungen zu Kapıkaya begannen erst 2014 im Rahmen des Nord-Pisidien-Surveys, der von Fikret Özcan initiiert wurde, einem Archäologen der Süleyman Demirel Üniversität in Isparta. Unter ihm erfolgten seit Sommer (Juli – August) 2018 Untersuchungen in antiken Siedlungen in Isparta und Umgebung u. a in Kapıkaya bei Güneyce. Dabei wurde ein Stadtplan von Kapıkaya erstellt sowie neu entdeckte Bauwerke dokumentiert und Forschungen zur Identifizierung antiker Siedlungsstrukturen und Straßennetze betrieben.

## Geotektonisch-stratigraphisches Umfeld von Kapıkaya
Kapıkaya liegt etwa 10 km westlich der Kovada-Senke und damit geotektonisch im inneren Teil der Kurve von Isparta in einem geologischen Umfeld, das geprägt ist von einer großen Vielfalt an magmatischen und sedimentären Gesteinen, entstanden zwischen Paläozoikum und Quartär. Während dieser langen Periode war es dort zu Überschiebungen und Brüchen gekommen, die hauptsächlich durch tektonische Kompressionsregime entstanden, zu denen neben der Aksu-Überschiebung, der Akdağ- und Erenler-Tepe-Überschiebungen sowie der Kışlaköy-Überschiebung (Yavuz-Überschiebung) auch die Kapıkaya-Überschiebung bzw. die Kapıkaya-Verwerfung zählen. Während des Mesozoikums, als dort noch der Tethys-Ozean existierte, wurden in den neritischen Regionen dieses Ozeans neben tertiären Kalksteinen ausgedehnte Karbonat-Plattformen abgelagert, deren Sedimentation vom Beginn des Mesozoikums bis ins frühe Miozän anhielt.
Der Platz von Kapıkaya liegt nahezu unmittelbar westlich des inneren Scheitelpunktes der Kurve von İsparta, wo wenige Kilometer östlich die Nord-Süd hinziehende Aksu-Verwerfung der Antalya-Überschiebungsdecken und die Westsüdwest-Ostnordost verlaufende Kapıkaya-Störung der Lykischen Decken aufeinanderstoßen und für ein äußerst bewegtes Gebirgsrelief sorgen. Die Kapıkaya-Verwerfung ist eine etwa 15 km lange Überschiebung, die den nördlichen Rand des Aksu-Beckens markiert, im Gelände deutlich durch steile Abbrüche sichtbar ist und deren Scheitel einem Überrest der jurassisch-kreidezeitlichen Lykischen Decken bildet. Der abrupte Bruch in der Topographie liefert morphologische Hinweise auf die Existenz dieser Verwerfung, deren westliche Fortsetzung sich südöstlich von Hisar (Stadtteil von Isparta) und ostwärts bis zum Ort Güneyce (Isparta) verfolgen lässt, wo sie dann südlich von Güneyce von der nahezu nordsüdlich verlaufenden Verwerfung der Aksu-Störung als plötzlicher Bruch in der Topographie gekennzeichnet ist. Das Alter der Aktivität der Kapıkaya-Verwerfung wird auf das späte Langhium / frühe Serravallium (Miozäns/Neogen) datiert. Diese Kapıkaya-Überschiebung ist ein tektonischer Kontakt, der durch die Aufschiebung triasischer Kalksteine über die pelagischen (Offenwasser) Sedimente der Ispartaçay-Formation in der Kapıkaya-Region entstand. Der französische Geologe André Poisson betrachtete die triasischen Kalksteine der Kapıkaya-Erhebung als allochthone Massen innerhalb der Lykischen Decken.

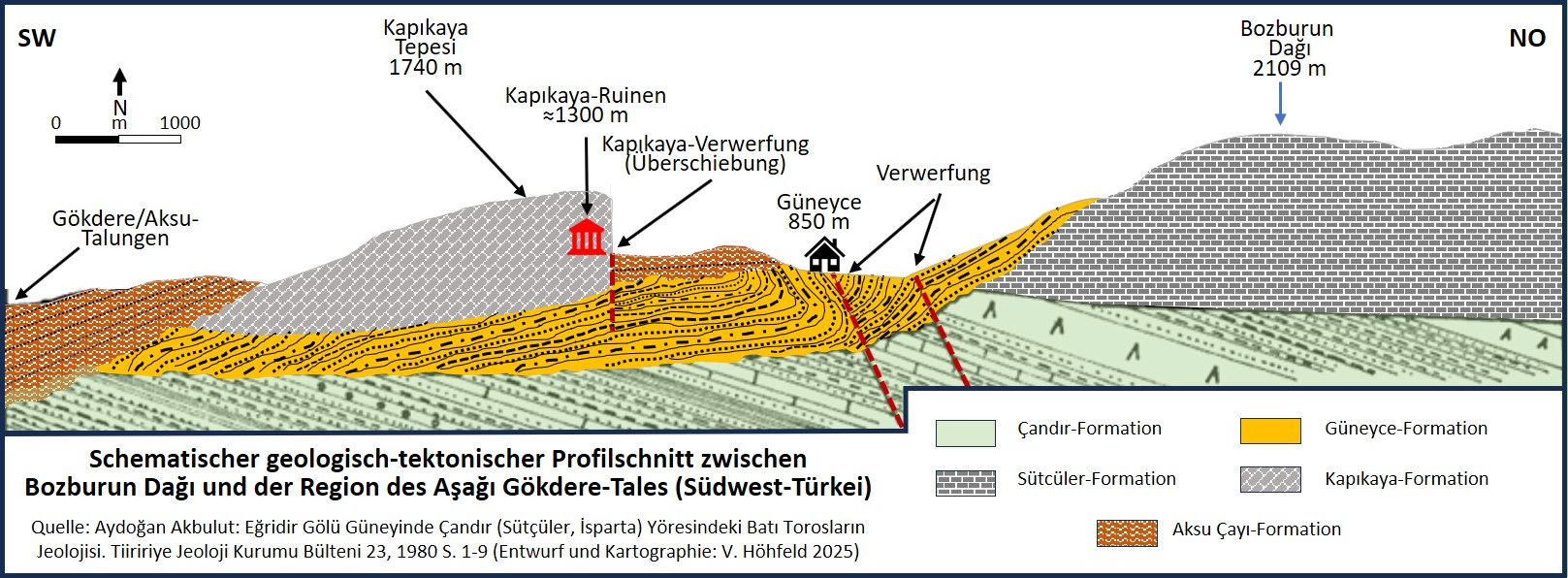
Der NO-SW verlaufende Profilschnitt zwischen Bozburun Dağı und der Region des Aşağı Gökdere-Tales (Südwest-Türkei) zeigt schematisch die großräumige geologische Stratigraphie im Umfeld der antiken Siedlung Kapıkaya bei Isparta.

Die dortige großräumige geologische Stratigraphie beginnt zu unterst mit dem Davras-Kalkstein (des Davraz Dağı) gefolgt von der Çandır-Formation, einer Ophiolitischen Einheit, der Sütçüler-Formation und dem Kapıkaya-Kalkstein, alle mesozoischen Ursprungs, während die Güneyce-Formation und die Aksu-Çayı-Formation tertiäre Einheiten sind. Der Davras-Kalkstein, der die relative Basis bildet, wird lokal diskordant von jüngeren lakustrinen Formationen überlagert: Die Çandır-Formation überlagert mit verwitterter klastischer Radiolaritfazies den Davras-Kalkstein in einem nicht-stratigraphischen Kontakt südwestlich des Kovada-Sees. Die ophiolithische Einheit wird durch Peridotit, Serpentinit und Gabbros repräsentiert. in den Kontaktzonen zwischen der Sütçüler-Formation und der darunterliegenden Çandır-Formation dominieren Peridotite, meist vollständig oder teilweise serpentinisiert. Obwohl die untere Kontaktzone zwischen dem Kapıkaya-Kalkstein und der Güneyce-Formation aufgrund der steilen Klippen und des Schutts nicht immer deutlich erkennbar ist, liegt sie topographisch über der Güneyce-Formation. Es handelt sich um weiße, cremefarbene und hellbeige, massive, hochkristallisierte und fein strukturierte verkarstete Kalksteine, die sehr arm an Mikrofossilien sind und von mächtigen Konglomeraten des Tortoniums (Miozän) überlagert sind. Mit Ausnahme des allochthonen Kapıkaya-Kalksteins werden alle mesozoischen Schichten von der untermiozänen Güneyce-Formation und später von der obermiozänen (tortonischen) Aksu-Çayı-Formation überlagert, die einschließlich des Kapıkaya-Kalksteins eine Mächtigkeit von über 1500 m erreicht.

## Zur Geschichte Kapıkayas
In der Region Nordpisidiens, in deren südlichen Partien auch Kapıkaya liegt, gab es mit nur wenigen Ausnahmen bis zur hellenistischen Zeit keine Urbanisierung. Das änderte sich erst nach dem Tod Alexanders des Großen, als die Gebiete zu einem Streitobjekt in den Auseinandersetzungen zwischen seinen Nachfolgern (Diadochen: Seleukiden und Attaliden) wurden. Dass die dortigen Bewohner, die zuvor in Stämmen in der Bergregion gelebt hatten, nun aus Gründen der Sicherheit oder aufgrund königlicher Siedlungspolitik in größeren, städtischen Orten zusammenzuleben begannen, kann als Beginn einer Zeit betrachtet werden, die sie nie zuvor erlebt hatten und an die sie sich wahrscheinlich nur schwer anpassen konnten. Auffällig und im Vergleich zu anderen Regionen Anatoliens einzigartig ist hier die Verwendung von minimalen oder gar keinen Klammern in Bausteinen, die Nutzung von polygonalen Steinen in Mauern und der Kragsteintechnik. Und die häufige Anwendung von Schild-, Schwert- und Speerverzierungen an Sarkophagen, Ostotheken und öffentlichen Plätzen ist ein besonderes Merkmal. Während das gebirgige Gelände Zugang und Transport zwar erschwerte, bot es den Bewohnern der Region andererseits während der hellenistischen Periode auch einen Sicherheitsvorteil. Pisidische Städte, insbesondere solche wie Kapıkaya und Festungen wie das benachbarte Sandalion, waren für Feinde äußerst schwer einzunehmen. Zusätzlich zu den bestehenden Stadtmauern und Akropolen in der Nähe der Siedlung besaßen einige Städte, wie Kapıkaya, eine zweite Akropolis oder einen vergleichbaren Zufluchtsort, wohin sie sich im Falle einer Invasion zurückziehen konnten. Solche Orte müssen großen Wert auf Sicherheit gelegt haben, da sie auch Wehrtürme, Wachtürme und Festungen innerhalb ihrer Städte errichteten.

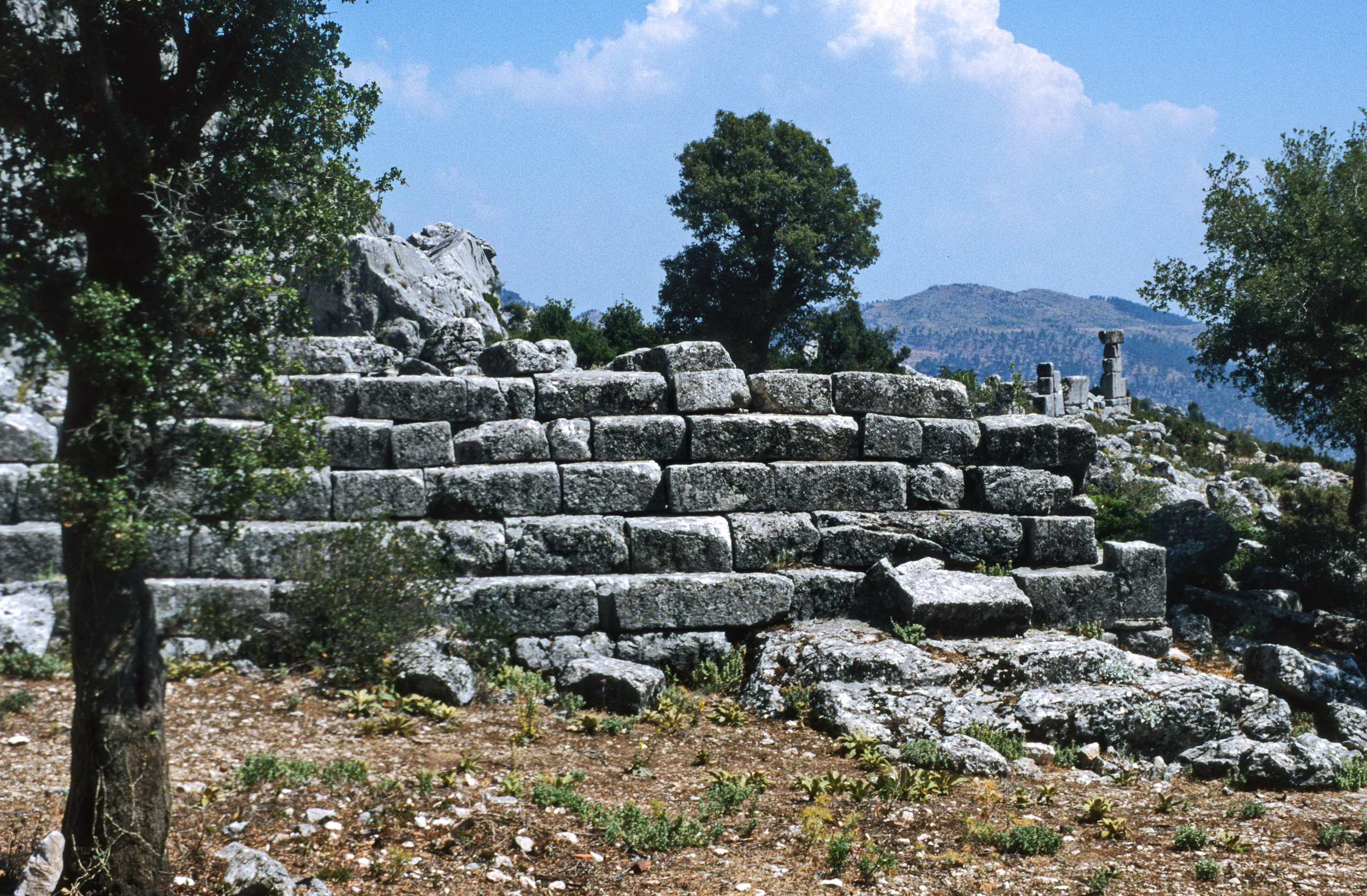
Stufenförmig umrahmter Platz als Versammlungsort für die Ekklesia in Kapıkaya.

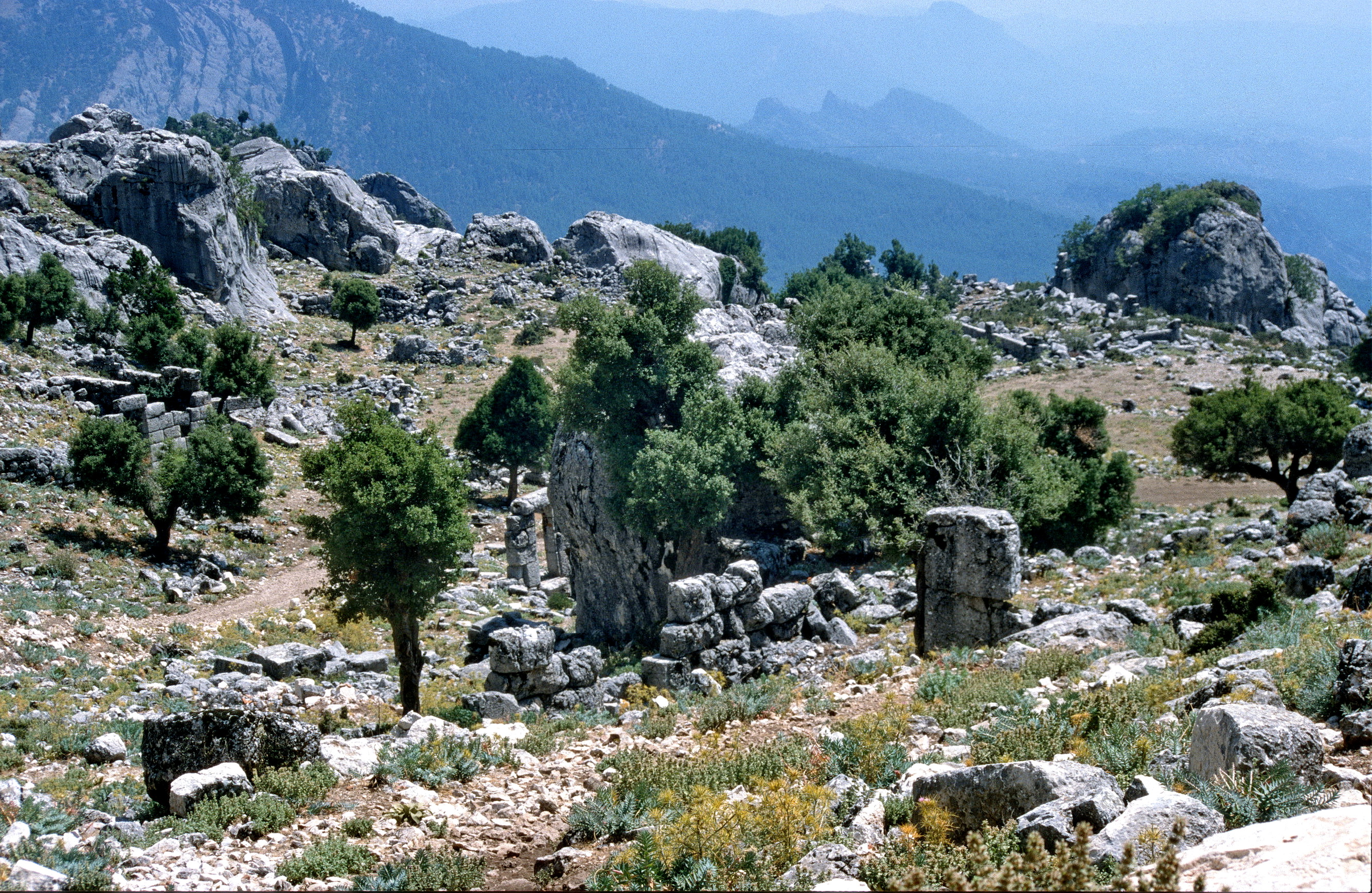
Südliches Ruinengelände in Kapıkaya.

Auch wenn die Geschichte pisidischer Städte, wie Termessos oder Sagalassos, gut bekannt ist, sind die eisenzeitlichen und vorrömischen Phasen des nördlichen Pisidien, wozu auch Kapıkaya gehörte, bisher kaum erschlossen worden. Von dieser historischen Stätte weiß man bis heute noch nicht einmal den antiken Namen. Vermutlich aufgrund der rauen umgebenden Naturlandschaft hatten sich die Menschen im nördlichen Pisidien wohl bereits in der Eisenzeit zu kleinen Siedlungen zusammengeschlossen. Ab der Diadochenzeit kamen dann befestigte Siedlungen wie Kapıkaya hinzu, das nach bisherigem Forschungsstand während der hellenistischen Zeit gegründet wurde und später Stadtstatus erreichte. Die Ruinen der Siedlung Kapıkaya stammen überwiegend aus hellenistischer Zeit. Die 19 historischen Münzen, die man bei Surveys in Kapıkaya zwischen 2016 und 2021 fand, wurden in die Zeit zwischen dem 2. Jahrhundert v. Chr. und dem 17. Jahrhundert n. Chr. datiert. Im ausgehenden 2. bzw. frühen 1. Jahrhundert v. Chr. entstand in Kapıkaya unter anderem ein stufenförmiger Platz im Freien, der wahrscheinlich als Versammlungsort für die Ekklesia diente. Neben solchen „politischen“ Anlagen stammen in den städtischen Zentren Pisidiens ab dem frühen 2. Jahrhundert v. Chr. weitere öffentliche Gebäude, die sich um die Agora konzentrierten. Hierzu zählten die sogenannten Marktgebäude, mitunter Stoa-ähnliche Bauten mit hinter den Säulengängen liegenden Räumen zur Lagerung und zum Austausch von Nahrungsmitteln, wie sie in Kapıkaya bezeugt sind. Die Marktgebäude dort wurden auf das 1. Jahrhundert v. Chr. datiert. Allerdings war Pisidien in hellenistischer Zeit Schauplatz zahlreicher Kriege gewesen. Folglich war die wirtschaftliche Lage des Landes in der späten hellenistischen Zeit prekär. Die Erholung von der wirtschaftlichen Katastrophe begann erst während der Herrschaft des römischen Kaisers Augustus.
Die weitreichendste Auswirkung der kaiserlich-römischen Herrschaft auf Kleinasien war die Wiederherstellung des Friedens und damit des Wohlstands. Die von Augustus geschaffene Pax Romana hätte nirgendwo tiefgreifendere Auswirkungen haben können als in Pisidien. Die Eingliederung der Region in das Reich brachte allerdings auch die Reorganisation der bestehenden Gemeinden mit sich. Unter römischer Aufsicht entstanden in der in zahlreiche kleine Gemeinden aufgeteilten pisidischen Landschaft größere territoriale Einheiten auf Kosten dieser kleineren Städte. Die Entwicklung größerer Poleis entsprang dem Bestreben der römischen Behörden, lebensfähige Verwaltungseinheiten zu schaffen. Durch die Vergrößerung des Stadtgebiets schufen sie ein größeres Einzugsgebiet für die Erhebung von Steuern. Obwohl eindeutige Beweise fehlen, könnte derselbe Prozess auch in Kapıkaya stattgefunden haben. Auffällig ist in diesem Zusammenhang, dass die Bautätigkeit in Kapıkaya ab Beginn der römischen Kaiserzeit offenbar abnahm: Das Fehlen von Gebäuden aus dieser Zeit deutet darauf hin, dass das Stadtgebiet von Kapıkaya ebenfalls von einem seiner größeren Nachbarn, höchstwahrscheinlich Adada, einverleibt wurde. Mit dem Aufkommen der Pax Romana hatten Siedlungen mit militärischen Funktionen, wie Kapıkaya sie ausübte, ihre entsprechende Rolle verloren. Die Gebiete einiger Siedlungen mit Stadtstatus erweiterten sich, und kleinere Siedlungen, die zu Verteidigungszwecken errichtet worden waren, wurden in das Gebiet nahegelegener Städte eingemeindet. Städte und Militärsiedlungen gründeten Kleinstädte und Dörfer innerhalb ihres Territoriums und sorgten so für eine ausgewogene Verteilung der Bevölkerung im umliegenden Gebiet. So wurden, ausgehend von der unmittelbaren Umgebung der Städte, vorhandene Ländereien und Gewässer optimal genutzt. Neue Oberflächenuntersuchungen in Nordpisidien seit 2013 haben entsprechende Ergebnisse geliefert.

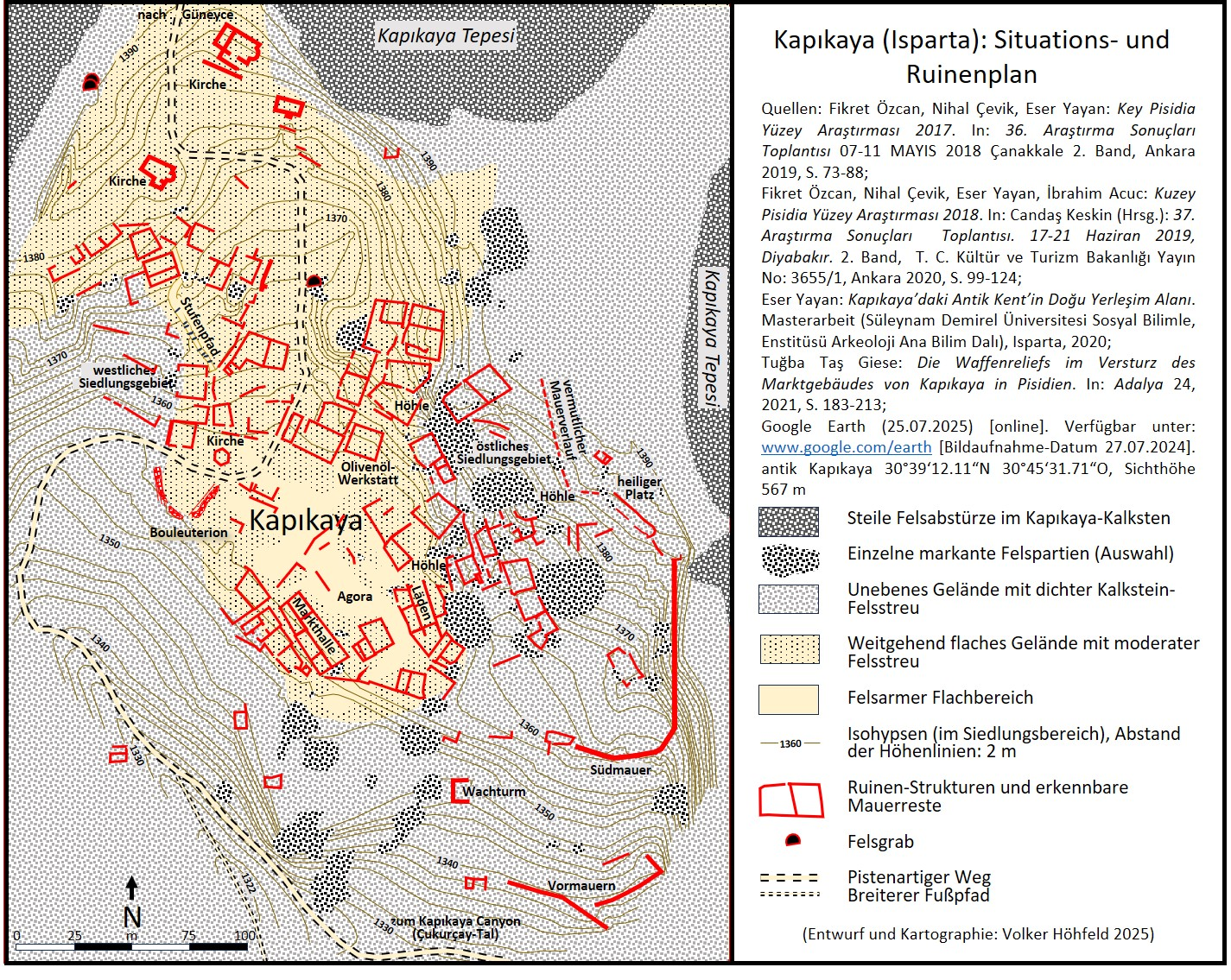
Die Kartenskizze zeigt die geographische Lagesituation und die Verteilung der Ruinen der antiken Gebirgssiedlung Kapıkaya in der Südwest-Türkei südöstlich von Isparta.

Dennoch war die Stadt Kapıkaya bis in die Spätantike bewohnt. Die Integration kleinerer städtischer Zentren in größere Polisstrukturen steigerte zweifellos das landwirtschaftliche Potenzial der verbliebenen Städte erheblich und erhöhte deren Einkommen, sicherte dabei aber auch die Existenz der restlichen kleineren. Die Anzahl an Münzen in Kapıkaya aus der hellenistischen (52 %), provinzialrömischen (14 %), römisch-kaiserzeitlichen (29 %) und osmanischen (5 %) Zeit spiegeln eine entsprechende Entwicklung der Pass-Siedlung wider. Alle hellenistischen Münzen stammen aus den pisidischen Städten Adada, Keraeitai (Keraia/Ceraitae bei Yalvaç, genaue Lage unbekannt), Sagalassos und Selge, was darauf hinweist, dass zu diesen Orten engere Beziehungen bestanden. Unter diesen sind die Münzen von Selge die ältesten und stammen aus dem 2. bis 1. Jahrhundert v. Chr. Darüber hinaus ergaben Untersuchungen vor Ort, dass die Siedlung während der frühbyzantinischen Zeit Schauplatz bedeutender Wiederaufbau-Maßnahmen war (nach Erdbeben? Siehe unten: İnler Mvkii u. Yalakasar Tepe) und eine beträchtliche Bevölkerung beherbergte, auch wenn aus dieser Zeit keine Münzen gefunden wurden. Es wurden auch kein postbyzantinischen Gebäude identifiziert; der Fund nur einer einzigen osmanischen Münze (aus dem 17. Jahrhundert) deutet eher darauf hin, dass die Siedlung in dieser Zeit möglicherweise bereits aufgegeben worden war.

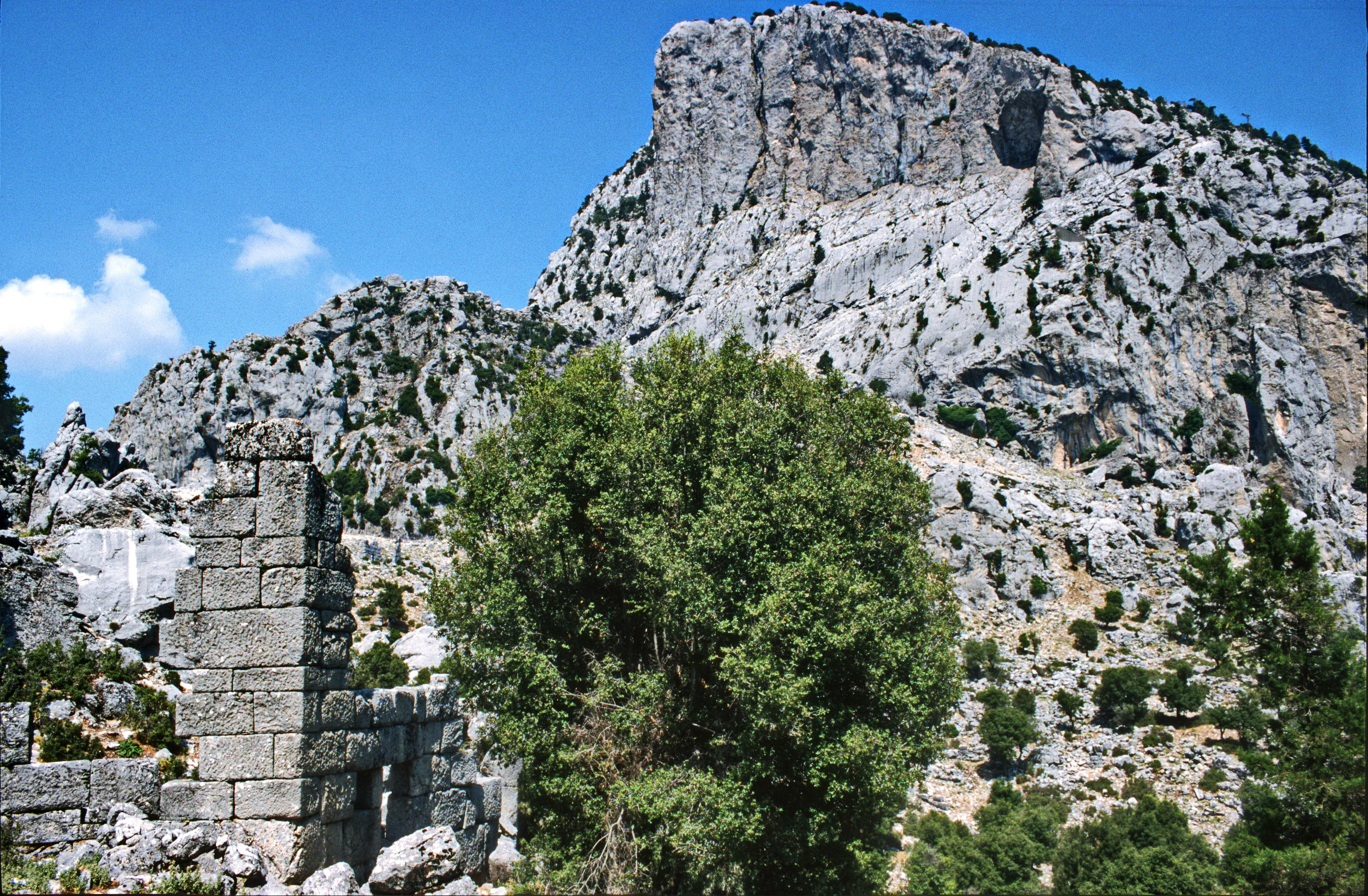
Ruinen in Kapikaya

## Zur Struktur der antiken Stadt

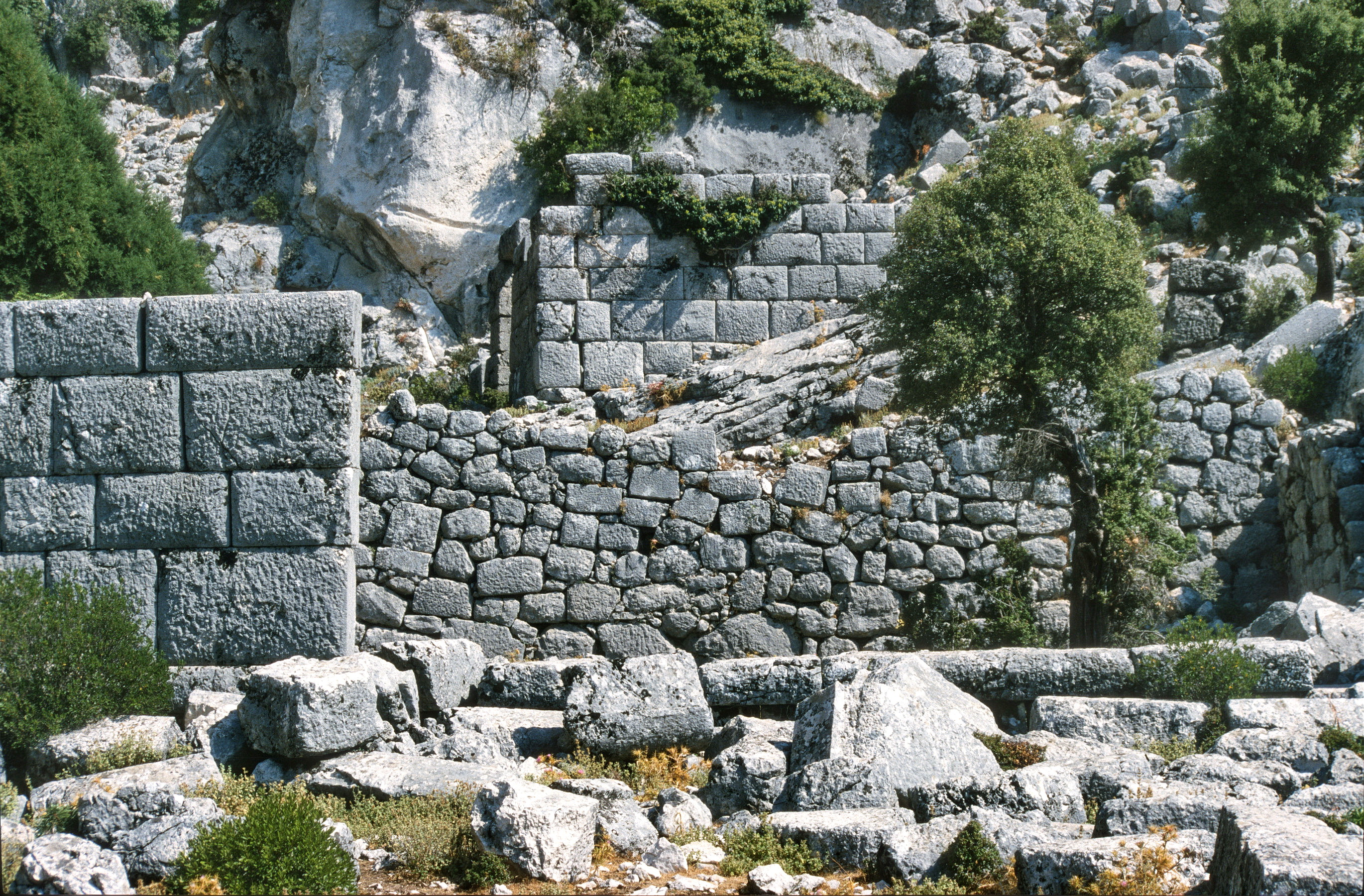
Aufgrund der oft steilen Hänge wurde die antike Bebauung oft mittels Terrassierungen realisiert.

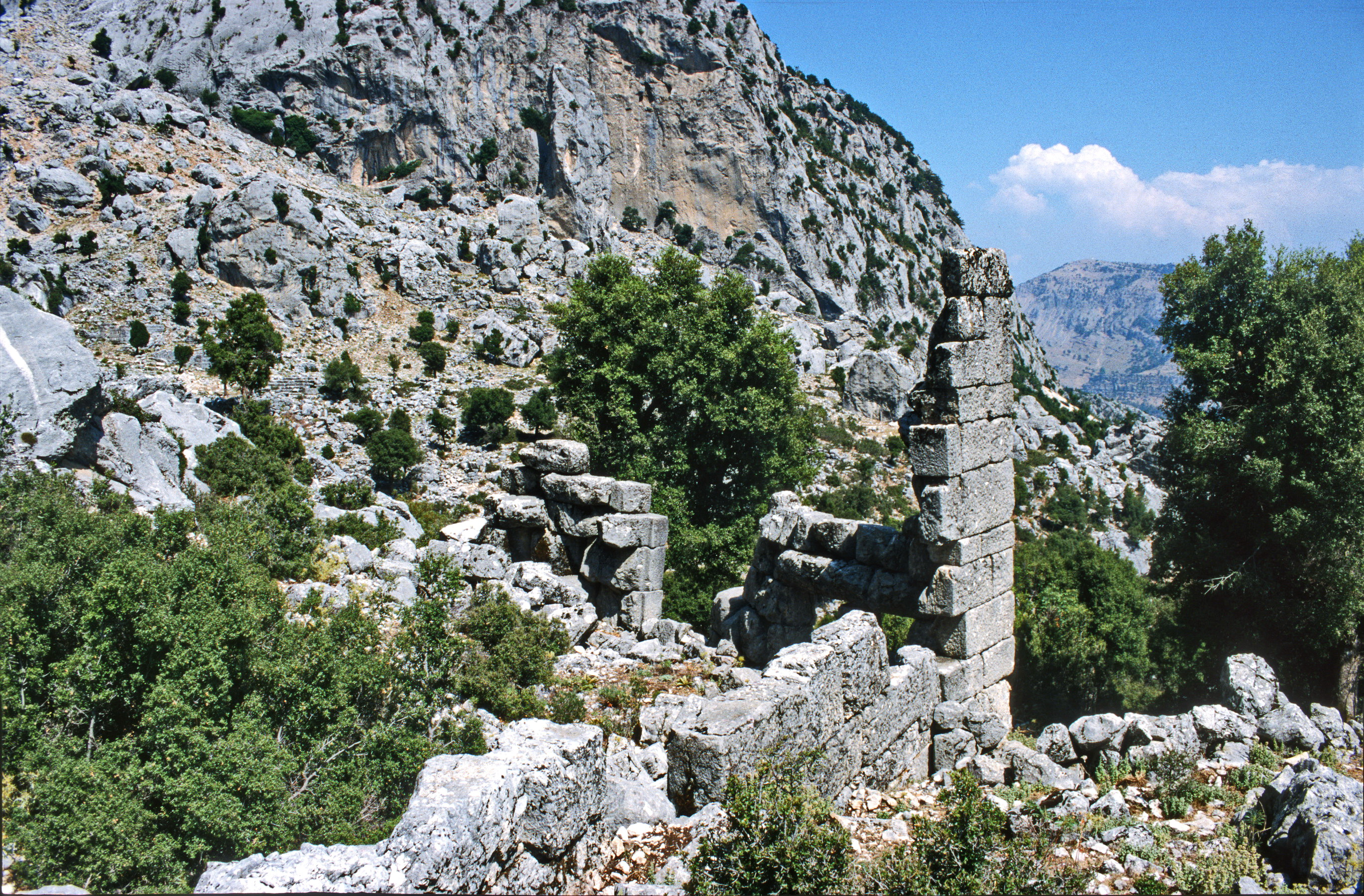
Ruinen und Felssturzmassen unterhalb des Kapikaya Tepesi.

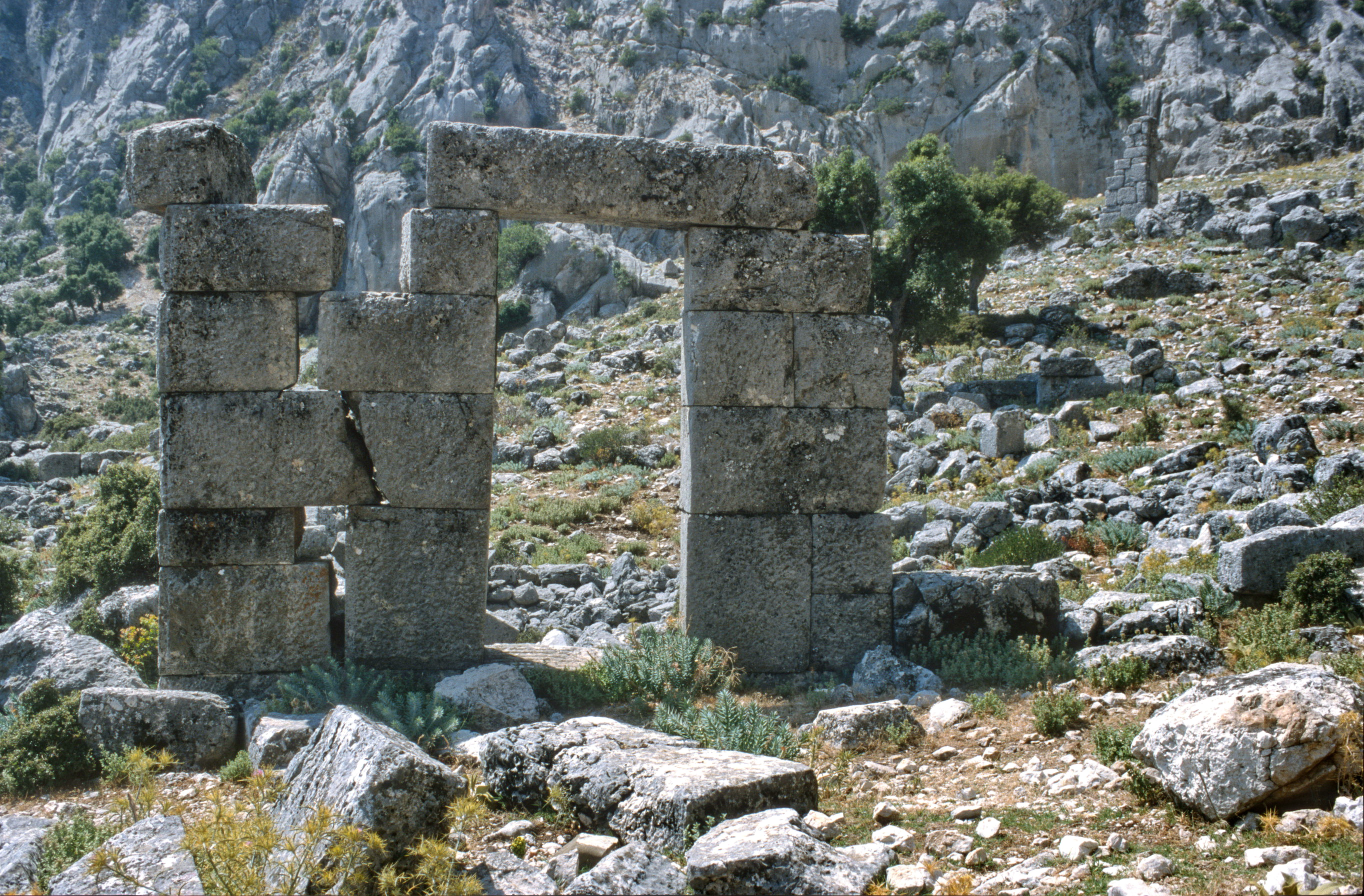

Bis auf die Agora besteht das urbane Gelände von Kapıkaya weitgehend aus mehreren steilen Hängen, an denen die antike Bebauung mittels Terrassierungen realisiert wurde. Auf einer Höhe von 1350 bis 1360 m über dem Meer befindet sich das einzige natürliche Plateau des Stadtgebietes. Es ist rund 170 m lang und bis zu 70 m breit und verläuft entlang der Berghänge von Nordwest nach Südost. Offenbar wurde dieses Plateau bei der Anlage des Ortes für die Agora als kulturelles, ökonomisches und politisches Zentrum ausgewählt: Mehrere entsprechende Bauten lassen sich inmitten des Areals nachweisen, doch haben sich diese kaum erhalten: Heute schlängelt sich durch die ruinierten Relikte des Ortes ein Weg, der aufgrund der Topographie und der Lage der Ruinen höchstwahrscheinlich der alten Hauptstraße folgt, um die sich die Stadt seit der Antike gruppierte und organisierte: Sie verband wahrscheinlich den nördlichen und südlichen Stadteingang entlang der Hauptgebäude, insbesondere der trapezförmigen Versammlungshalle, und führte zu einem weitläufigen von Gebäuden umgebenen Platz in Ortsmitte, höchstwahrscheinlich die Agora. Die Fassaden diverser Gebäude öffneten sich zu dieser Hauptstraße, was vermutlich auch für die Ruinen entlang des gesamten Weges gilt.

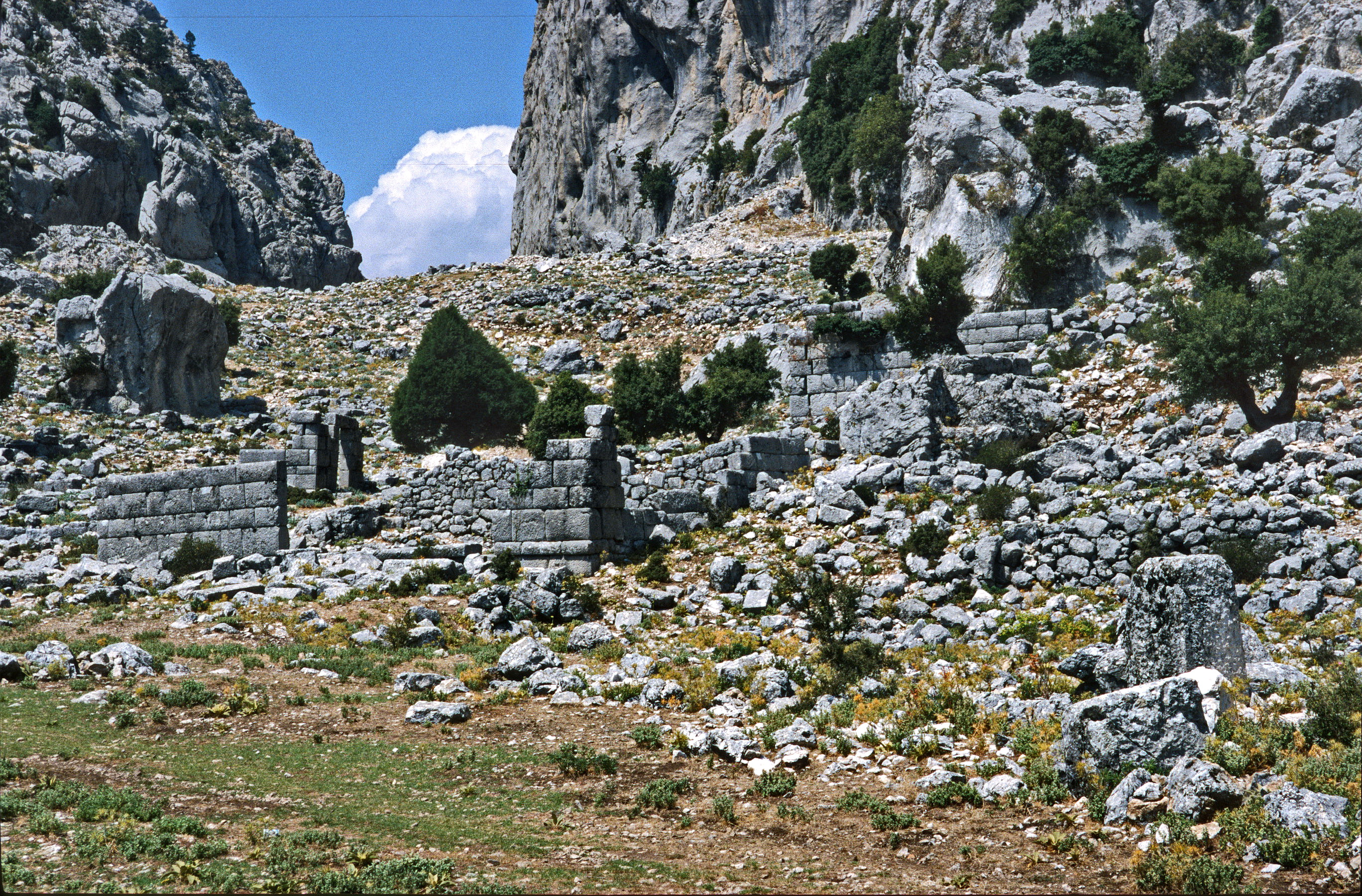
Gebäude- und Stadtmauer-Reste in Kapikaya.

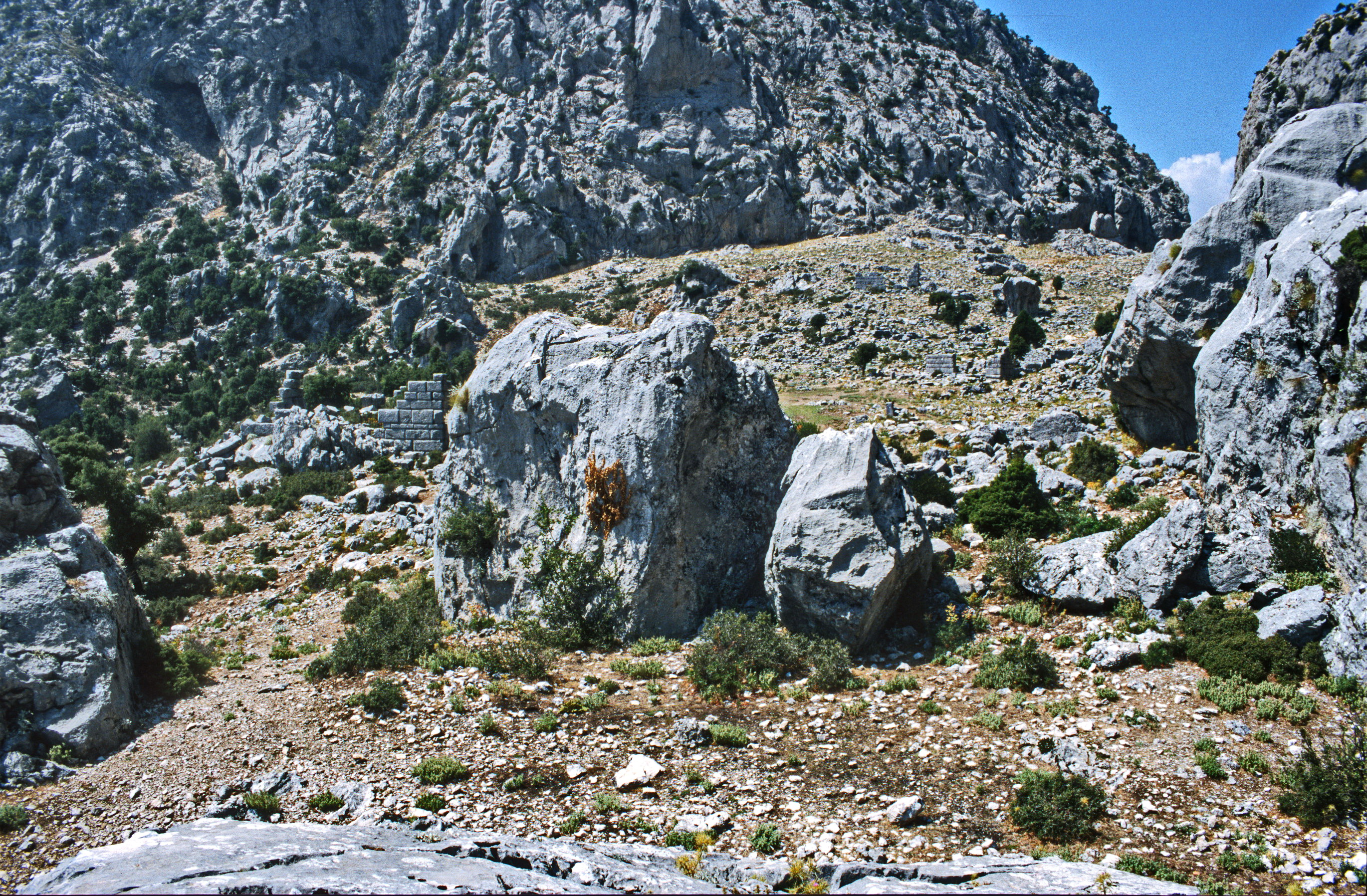
Blick auf die von Felsbrocken übersäte Felsenenge von Kapikaya.

Das Team von Marc Waelkens identifizierte fünf längere Befestigungsabschnitte aus polygonalem Mauerwerk mit Ausfachung zur Sicherung der Siedlung mit Höhen zwischen 2,25 und 4,20 m und Dicken von 1,75 bis 1,80 m sowie eine Art Westmauer. Tatsächlich lassen sich neun Befestigungsabschnitte erkennen, die entweder durch riesige, in den Wall integrierte Felsbrocken oder durch „Lücken“ der Mauer unterbrochen sind. Die Mauer verläuft zunächst nach Westen und danach nach Nordwesten. Die Felsen und der steile Hang bilden darüber hinaus eine natürliche Befestigung. Insgesamt sind 168,8 m der einst geplanten Anlage von rund 270 m erhalten. Die relativ kleine, etwa 4 bis 5 Hektar umfassende Stadt dehnte sich südlich der beiden Berge und Mauern aus, die die Stadtfläche in alle anderen Richtungen begrenzten, wobei sie an den teilweise steilen Hängen stufenförmig angelegt war. Etwa hundert Meter hinter der Nekropole und den letzten Gebäuden öffnet sich im Westen am Steilhang des Keçikayası Tepesi die riesige Karadelikli-Höhle Höhle (siehe unten).

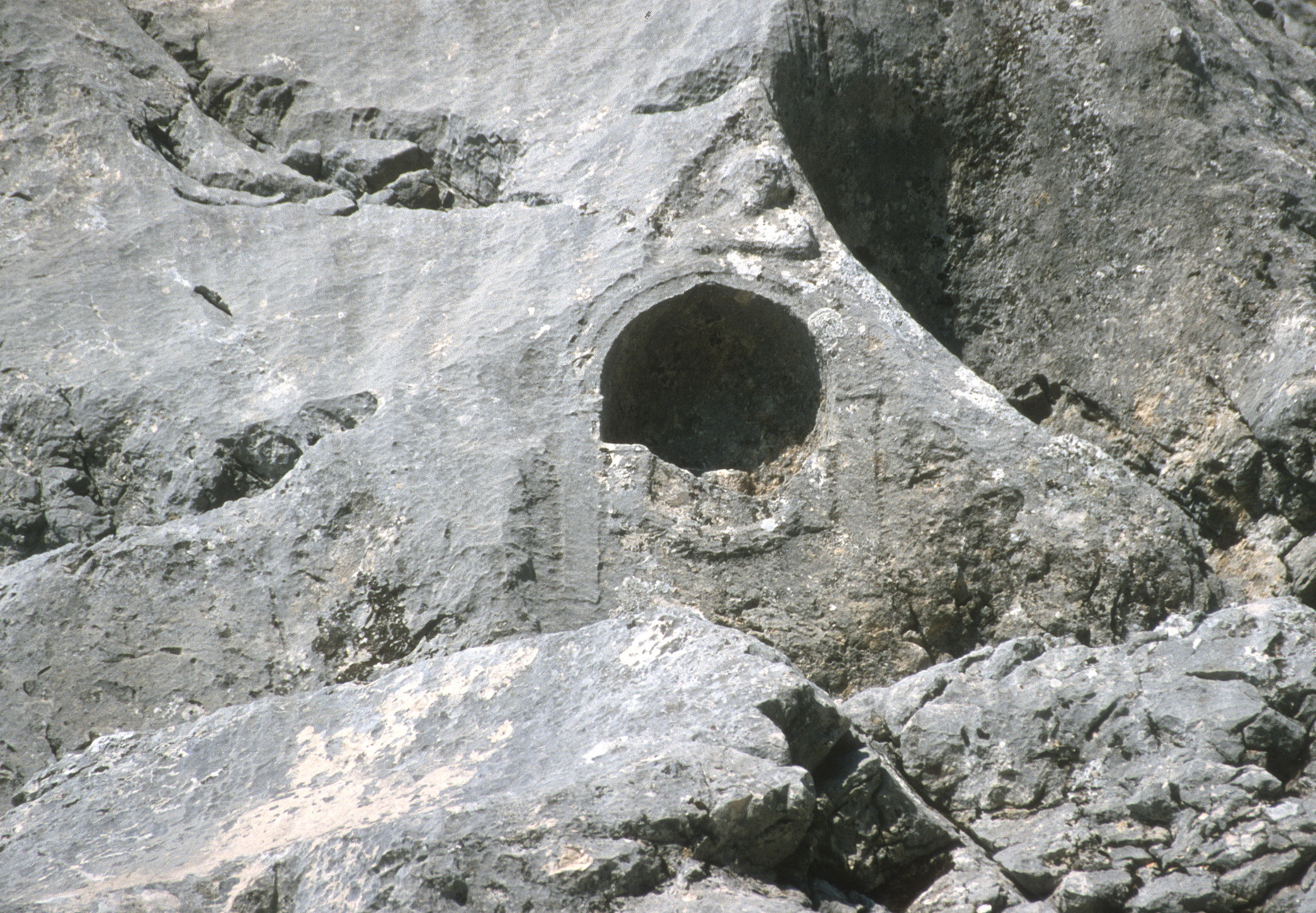
Arkosolium 01 Nekropole in Kapıkaya.

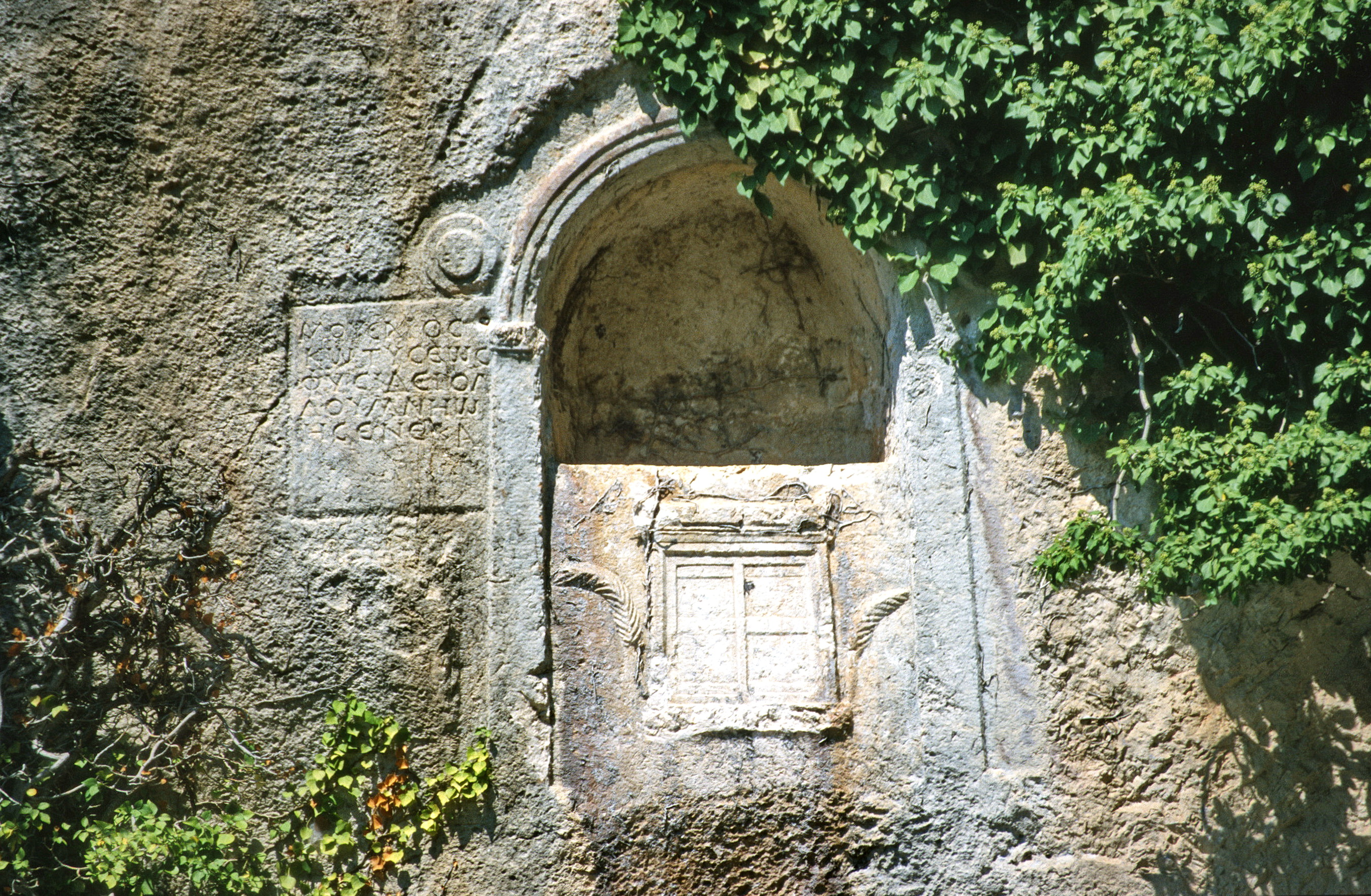
Arkosolium 02 Nekropole in Kapıkaya.

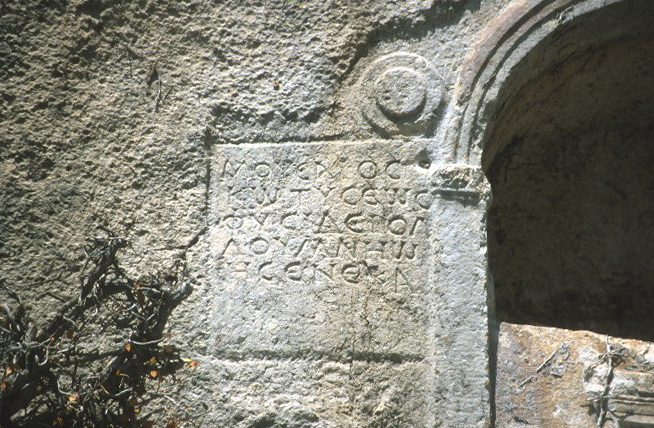
Ichrift Arkosolium 02 Nekropole in Kapıkaya

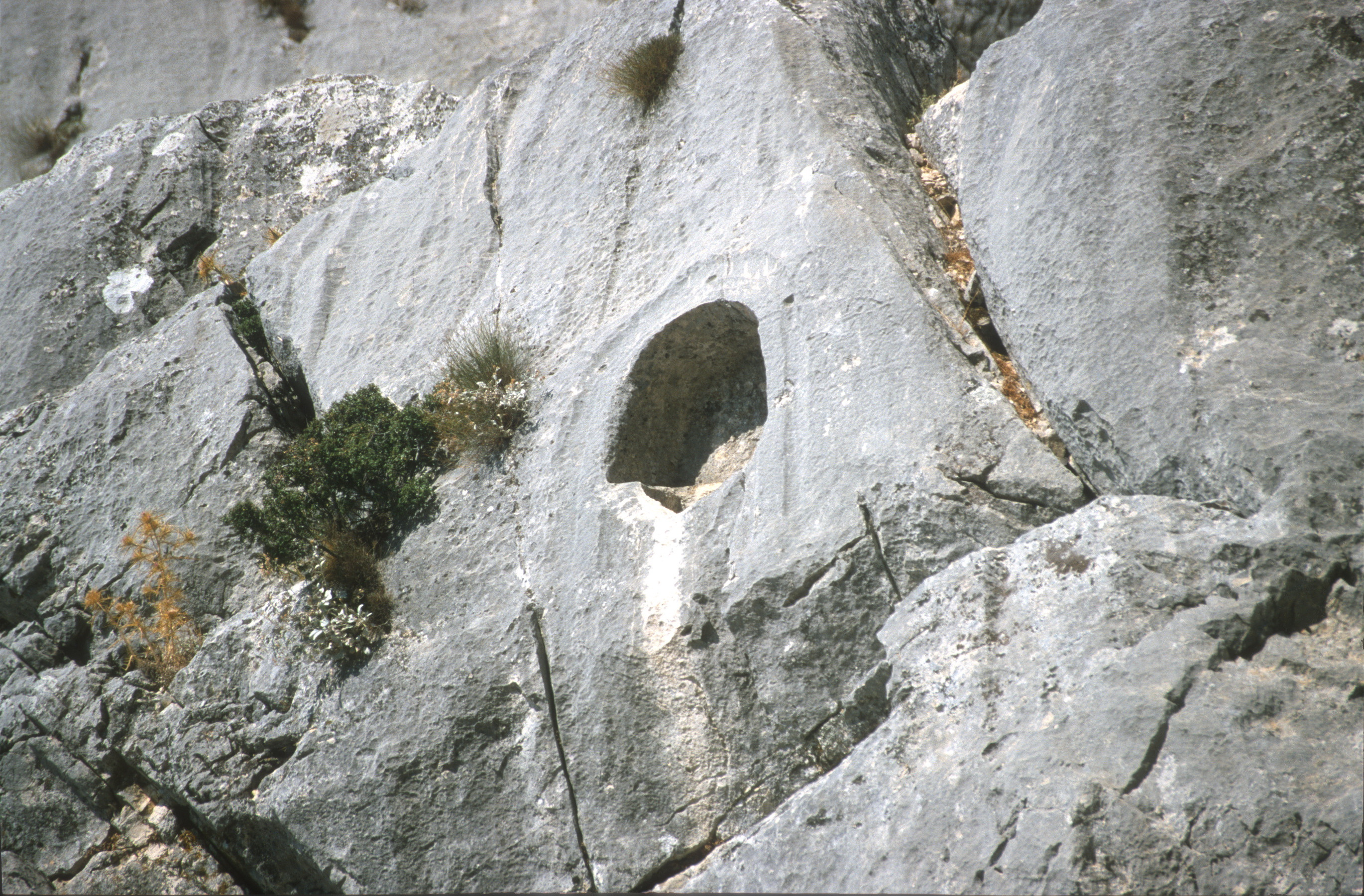
Arkosolium 03 Nekropole in Kapıkaya

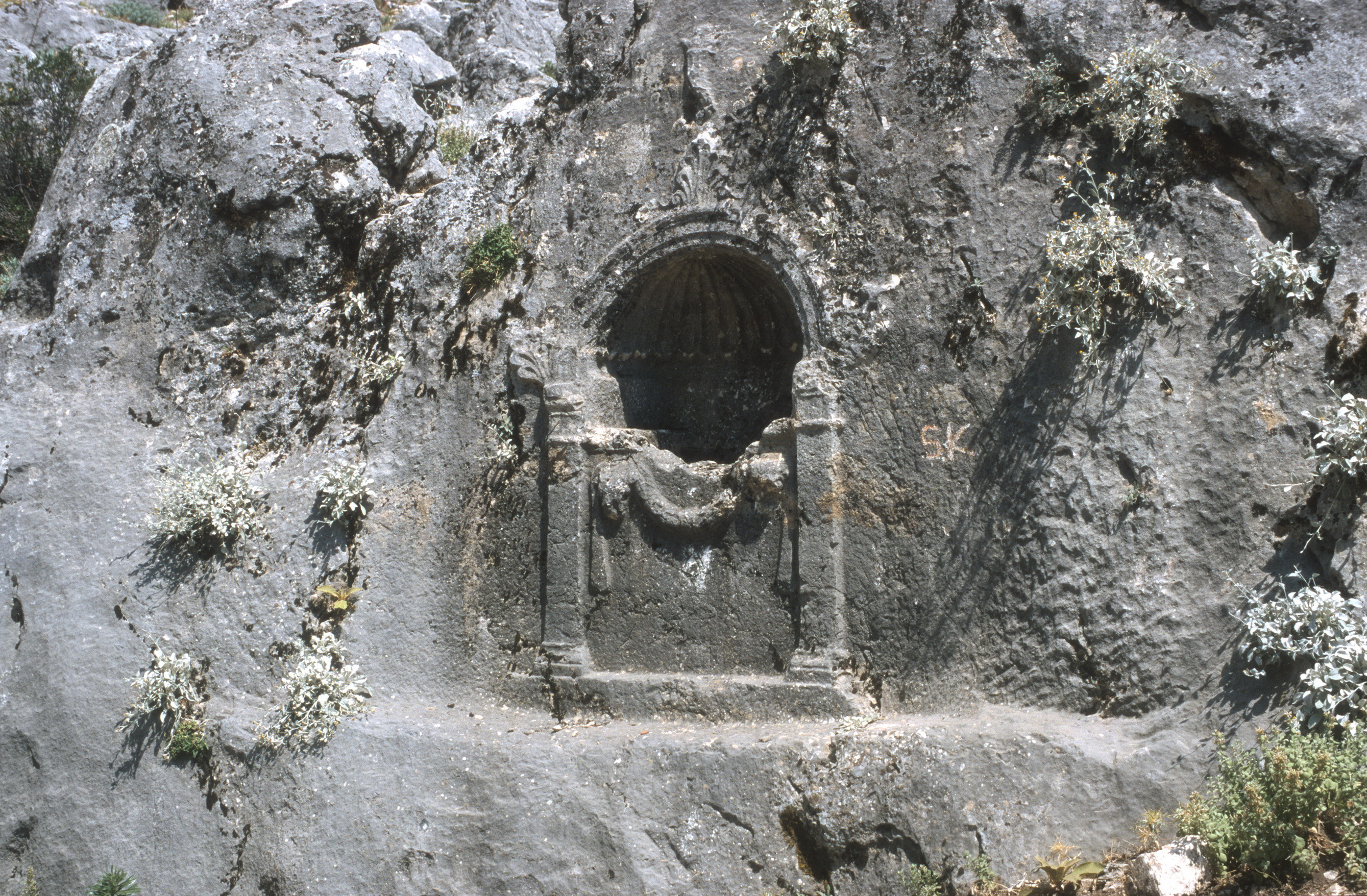
Arkosolium 04 Nekropole in Kapıkaya

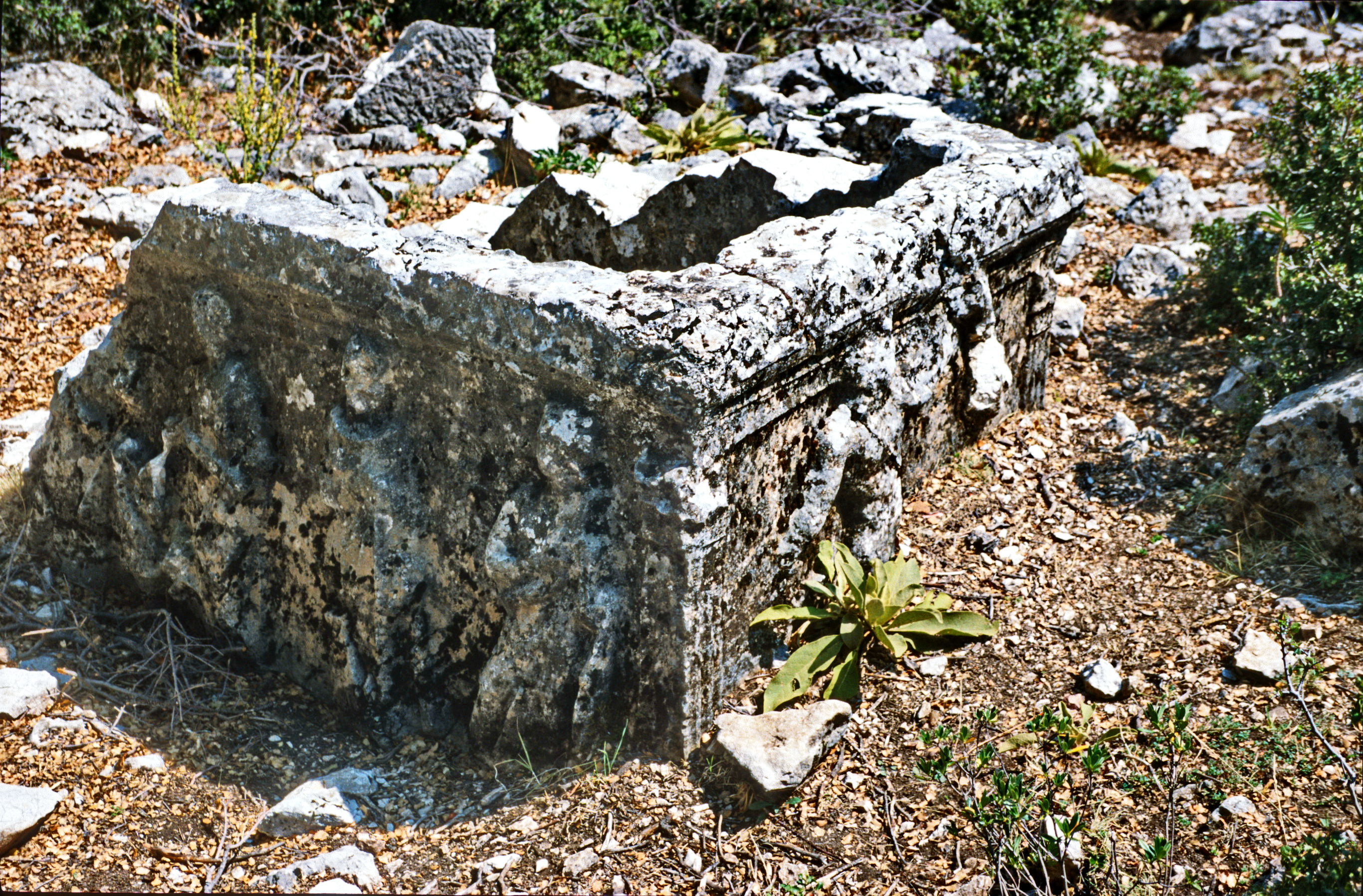
Sarkophag (Ostothek) ohne Deckel Nekropole in Kapıkaya

Am Rande des städtischen Komplexes, im Norden, Süden und Westen, wurden die nicht bebaubaren Gebiete und die Felsen als Begräbnisstätten für Honoratioren genutzt. Nahe der Festung und an den Hängen eines isolierten Felskamms muss sich eine relativ kleine Nekropole erstreckt haben, von der nur wenige Überreste erhalten sind. Dort wurden sieben Arkosolien sowie ein Sarkophagbecken und Deckelfragmente gefunden. Die meisten Grabstätten verweisen, wie Inschriften zeigen, in die römische Kaiserzeit, wahrscheinlich ins 2.–3. Jahrhundert n. Chr. Zur gleichen Zeit wurde rund um ein Arkosol im Stadtzentrum ein Verstorbener kultisch geehrt, der damals zweifellos die Quelle des Wohlstands der Stadt war.

### Wasserversorgung
Es ist bislang noch nicht hinreichend erforscht, wie die Stadt ihre Wasserversorgung sicherstellte und ob ein entsprechendes System existierte. Konkrete Hinweise auf eine derartige Struktur mit Zisternen, Brunnen oder Wasserverteilungsanlagen wurden, insbesondere in der Agora der Stadt und ihrer unmittelbaren Umgebung, nicht gefunden. Allerdings gab es in der ganzen Stadt verteilt Wassersammelgruben und Abflusskanäle für Regenwasser, woraus sich schließen lässt, dass Kapıkaya nicht mit Schwierigkeiten der Wasserbesorgung zu kämpfen hatte. Drei verschiedene Quellen befinden sich in unmittelbarer Nähe der Stadt und sind noch heute aktiv, sind aber für eine systematische Versorgung der Stadtagora und ihrer Umgebung kaum geeignet. Zudem war aufgrund ihrer geografischen Lage der Aufbau eines systematischen Wasserverteilungsnetzes für Einzelgebäude fast unmöglich. Daher müssen in den Innenhöfen spezielle private und/oder öffentliche Zisternen zum Sammeln von Regenwasser existiert haben, wie es auch in anderen Städten der Fall war, wo Terrassenmauern als Dämme zum Sammeln von Regenwasser genutzt wurden. In Kapıkaya sind die Westhänge des Ulu Tepe für diese Art der Nutzung gut geeignet, wo sich zahlreiche Überreste von Terrassenmauern finden.
Es gibt in der unteren Siedlung am West- und Südhang der Stadt zwei verschiedene Brunnenanlagen, die spätantike Merkmale aufweisen. Eine dieser Anlagen mit schmalem Eingang und rechteckigen Innenraum wurde unterhalb des heutigen Geländeniveaus vor einer Quelle errichtet. Das andere Bauwerk entstand durch Aushöhlen eines monolithischen Steins, bei dem es sich eher um ein Reservoir zur Sammlung und Nutzung von Sickerwasser aus dem Hang handelt. Beide Anlagen waren mit einem Dach versehen, um die Verdunstung zu minimieren, dienten eher der Sammlung von Sickerwasser und waren nach der römischen Kaiserzeit errichtet oder repariert worden. Nach Aussagen von Hirten gab es in den 1980er Jahren im Stadtzentrum noch eine sprudelnde Quelle. Anfang der 2010er Jahre befand sich 200 Meter am Nordhang ein Brunnen mit einem kleinen, aber kontinuierlichen Wasserfluss. In der Nähe einer Quelle in der Flur Ahırlı Mevkii etwa 700 Meter nordöstlich der Stadt am Weg nach Güneyce mit Blick auf den Davras Dağ entdeckte man zur gleichen Zeit acht kannelierte Säulentrommeln, zwei mit Palmetten verzierte Epistylblöcke und zahlreiche Fliesenfragmente, die die Existenz eines bedeutenden Gebäudes, vielleicht eines Tempels, belegen.

### Höhlen im Siedlungsgebiet
In den späten 2010er und frühen 2020er Jahren wurde bei Grabungsarbeiten in Kapıkaya eine natürlich entstandene Karsthöhle an den steilen Südhängen des Koçayağı Tepesi (auch Keçikayası Tepe / Ziegenfelsenhügel) im Nordwesten der Stadt 350 m westlich der Agora freigelegt. Dort öffnet sich eine 27 m breite und 87 m tiefe Höhle, die man über eine Reihe von Ost nach West in den Felsen eingemeißelter Stufen aus hellenistischer Zeit als einzigem Zugang erreicht. Diese Karadelikli-Höhle (übersetzt: schwarzes Loch), die durch ihr gigantisches Ausmaß einer großen Anzahl von Menschen und Tieren Schutz bot, enthält keinerlei gestalterische Spuren und wurde in jüngster Vergangenheit als Ziegenstall benutzt. In der Höhle wurde ein Obsidianwerkzeug in rotbraunen Farbtönen entdeckt, das Im Vergleich mit ähnlichen Fundstücken in die prähistorische Zeit datiert wurde und eine Besiedlung der Höhle bereits in dieser Zeit dokumentiert. Zwei konische Schalenfragmente aus der Kupfersteinzeit sind weitere frühe Artefakte. Weitere Keramikfunde innerhalb und vor der Höhle selbst an entlegenen, schwerer zugänglichen Stellen aus allen Epochen vom Chalkolithikum über die Spätantike hinaus bis in die osmanische Zeit zeugen von einer kontinuierlichen kultischen Nutzung, während die Stadt Kapıkaya selbst in erster Linie eine Militärsiedlung war und die Höhle in osmanischer Zeit eher als Versteck gedient zu haben scheint. Detaillierte Untersuchungen der Höhle und ihrer Umgebung dauern an. Obwohl noch nicht geklärt werden konnte, welcher Gottheit die Höhle geweiht war, wird angenommen, dass sie mit dem Meter-/Demeter-/Kybele-Kult in Verbindung stand. Hinweise auf diesen Kult sind in der Region in Höhlen, Felsgebieten und an Berghängen häufig anzutreffen.
Darüber hinaus fand man drei verschiedene Höhlen innerhalb des Siedlungsgebiets, die sich von der Karadelikli-Höhle in Funktion und Größe deutlich unterscheiden: Sie sind klein, schmal und lang und liegen zumeist in der Nähe von Wohnhäusern oder in unmittelbarer Nähe der Geschäfte in der Agora, wo sie als Kühllager für verderbliche Lebensmittel und Getränke genutzt wurden.

## Zum antiken territorialen Siedlungsumfeld von Kapıkaya
Bis zur Spätantike galten Viehhaltung und Landwirtschaft in Nordpisidien als die beiden wirtschaftlichen Säulen. Geländesurveys haben ergeben, dass in den zu Kapıkaya und anderen städtischen Siedlungen gehörenden ländlichen Gebieten das landwirtschaftliche Potential in der nach-hellenistischen Zeit optimal genutzt wurde und sich die Anzahl der ländlichen Siedlungen erhöhte. Die Orte waren jeweils an sicherheitsstrategischen Punkten errichtet und durch ein umfangreiches Straßennetz miteinander verbunden. Im Vergleich zum Verlauf heutiger Straßen dort war die Trassierung der antiken kürzer und direkter. Das galt sowohl für Städte oder Dörfer als auch für in der Nähe antiker Straßen angelegte Gehöfte und Weiler. So ist bekannt, dass eine Bergstraße von Kapıkaya nach Prostanna (bei Eğirdir, etwa 25 km Luftlinie) existierte. Kleine Siedlungen naher Dörfer an den Berghängen waren durch Nebenstraßen mit dieser Hauptstraße verbunden und erleichterten Beziehungen und Transport zu den Zentren, mit denen sie verbunden waren.

### İnler Mevkii, Aşağı Gökdere
Die als İnler Alanı oder İnler Mevkii bekannte Siedlung, ein befestigter kleiner antiker Ort (Kome/κώμη) etwa 8 km südlich von Kapıkaya nahe Aşağı Gökdere (Eğirdir/Isparta), der wahrscheinlich zu Kapıkaya gehörte, überwachte nicht nur das darunterliegende Tal, sondern gewährleistete auch die Sicherheit des Gebiets, das von Kapıkaya aus nicht kontrolliert werden konnte. Diese Siedlung wurde in hellenistischer Zeit gegründet und konnte das umliegende Land für Ackerbau und Viehhaltung nutzen. Er liegt auf einem schmalen, steil abfallenden Landstreifen an den Westhängen einer engen, von Süden nach Norden verlaufenden Schlucht südöstlich von Kapıkaya und wird im Osten vom Bach Ínler Çayı, einem nördlichen Zufluss zum Gökdere Çayı (auch Kocaçay oder Kovada Suyu) begrenzt. Eine weitgehend erhaltene Verteidigungsmauer mit vereinzelten Türmen grenzt nördlich an die Siedlung, die sich von West nach Ost am Fuße des Hügels bis zum Bachbett erstreckt. Die Befestigungsmauer, die den Zugang zu antiken Siedlungen im İnler-Gebiet von Norden her vollständig versperrte, wurde aus großen, teilweise polygonalen Quadern errichtet. Nördlich der Mauer fehlen Siedlungsbauten, und auch am sanfter geneigte Hang östlich des Bachs gibt es, abgesehen von einigen langen Terrassenmauern, nur wenige Bauwerke, von denen eines auf einem kleinen Hügel am Ostufer auf die westliche Verteidigungsmauer ausgerichtet ist. Es diente vermutlich der Verteidigung der Siedlung und wurde auf eine spätantike Entstehung datiert. Darüber hinaus befinden sich dort ein als Agora bezeichnetes Gebiet und mehrere heilige Stätten. Unter einem großen Felsen in der Nähe des Bachbetts südwestlich der Siedlung wurde ein Bereich identifiziert, den man als Orakelstätte ansehen konnte.
Innerhalb der Siedlung gab es reiche Quellen. Artefakte deuten darauf hin, dass İnler von der hellenistischen Zeit bis zur Spätantike bewohnt war. Hochwertige importierte Keramikfunde innerhalb der Siedlung besagen, dass der Ort Kontakt zur Außenwelt hielt. Am Ende des tiefen, engen Tals des Ínler Çayı ist er schwer erreichbar und bildet eine natürliche Verteidigungszone, die in erster Linie der Sicherheit des Gebiets zwischen Adada und Kapıkaya diente. Weiter südlich gibt es kaum weitere Verteidigungsanlagen. Lediglich auf einem Hügel etwa 500 Meter südwestlich steht noch eine Burg, die der Überwachung gedient haben dürfte. İnler Mevkii ist größer als die meisten anderen kleinen ländlichen Siedlungen der Region Nordpisidien, bot aufgrund des Geländes allerdings keine idealen Siedlungsbedingungen. İnler Alanı bestand bis in die Spätantike, war ausreichend gegen Angriffe aus der Umgebung geschützt, was die Siedlung vermutlich weniger anfällig für ein Verlassen machte, dennoch wurde sie von der Bevölkerung aufgegeben, die vermutlich aufgrund eines Erdbebens zum nördlich gelegenen Çukurköy abwanderte (s. u.).

### Yalakasar Tepe
Ähnlich wie İnler Mevkii war auch der Platz Yalakasar Tepe zwischen Sandalion und Kapıkaya offenbar eine antike Militärsiedlung. Die Siedlungsreste liegen etwa 1 km südöstlich der Yaylasiedlung Gökbel (Gökbeli Yayla) im Landkreis Ağlasun (Provinz Burdur) unmittelbar an einer antiken Straße parallel zum Isparta Çayı in direkter Sichtweite von Kapıkaya und Sandalion. Laut Stephen Mitchell war der Platz offenbar Teil des damaligen regionalen Konzepts, den Warenfluss von Süd- nach Mittelpisidien zu kontrollieren und zu sichern. Die Überreste dieser antiken Stätte an den Südhängen eines felsigen Hügels waren 1994/95 unter der Leitung von Márc Waelkens von der Universität Leuven erkundet worden, wobei ein einfaches Arkosolium und in den Fels gebaute oder gehauene Strukturen entdeckt wurden. Südlich einer großen Verteidigungsmauer mit Terrassen fand man Fragmente, die möglicherweise zu Gräbern gehörten. Mit einem Eingang durch ein ionisches Tor ist nordwestlich der antiken Siedlung ein Heroon auf einer einstufigen, 1 m hohen Plattform aus der Römerzeit teilweise erhalten.
Vor Ort gefundene Münzen, einige Gebäude und verschiedene Überreste wie Dachziegel deuten darauf hin, dass die Siedlung im späten 6. Jahrhundert n. Chr. aufgegeben wurde. Spuren spätantiker Erdbeben, wie sie in Kapıkaya beobachtet wurden, sind auch hier zu finden. Offenbar befand sich eine ältere dortige Siedlung an den südöstlichen Hängen des Yalakasar-Bergs eher etwas flussabwärts als auf dem Gipfel des Hügels (ca. 1016 m). Da innerhalb des Ortes zahlreiche Spuren der Spätantike vorhanden sind, war es bislang schwierig, Spuren aus der hellenistischen Periode zu identifizieren. Lediglich die Wachtürme in einigen höheren Lagen und die Überreste von Befestigungsmauern deuten auf eine frühere Periode hin. Mit der Pax Romana begann auch diese Siedlung offensichtlich zu wachsen, betrieb intensiv Terrassen-Landwirtschaft und erlangte einen gewissen Wohlstand, wie die Olivenmühlen innerhalb der Siedlung und in der Nähe belegen. Der Ort hatte offenbar aufgrund der Nähe zur Straße von Sagalassos (nördlich Ağlasun/Isparta) nach Konane (Kaletepe 3,5 km ostnordöstlich von Gönen/Isparta) und seiner landwirtschaftlich geeigneten Lage während der Römerzeit an Bedeutung als Militärsiedlung zur regionalen Verteidigung gewonnen.

### Sekiler Mevkii
Im Gebiet Sekiler Mevkii, 2 km nordöstlich von Kapıkaya, 1,7 km östlich des Dorfes Güneyce und 100 m nördlich der Verbindungsstraße von Güneyce nach Çukurköy, wurde 2018 eine 9,30 m × 15,00 m große Kirche mit dreiblättrigem Grundriss entdeckt. Der mit doppelten Mauern aus Bruchsteinen errichtete Bau mit einem 2,00 m breiten Eingang im Westen und 3 Apsiden im Süden, Osten und Norden hat erhaltene Wände von 0,80 m Dicke und maximal 1,30 m Höhe. Südlich der Kirche stößt man auf ein Pastophorium (Arbeitsraum des Priesters) und zwei angrenzende Zellen. Im Inneren der Kirche fanden sich Dachziegel, Bodenplatten, Fragmente von alltäglicher Keramik und eine große Menge Schutt. 50 m nördlich der Kirche stehen zwei stark beschädigte Bauten in Trockenbauweise aus gesammeltem Schutt, deren Funktion nicht vollständig geklärt wurde.

### Koyaklar Mevkii
1,5 km nordöstlich des antiken Stadtzentrums von Kapıkaya und 600 m südlich der Landstraße von Güneyce nach Çukurköy wurde im Gebiet Koyaklar Mevkii ein Weingut entdeckt, dessen fast quadratischer etwa 6 m² großer Werkraum in den monolithischen Fels gehauen war. Der Stampftrog, das Sammelbecken und die Pressanlage (mit Pressarmschlitzen) befinden sich auf demselben Felsen.

### Çukurköy
Etwa 5 km östlich von Kapıkaya an den Südhängen der umliegenden sanfteren Hügel liegt Çukurköy, eine ländliche Siedlung mit Resten aus der Spätantike, die damals vermutlich mit der Stadt Kapıkaya verbunden war. Bei Ausgrabungen im Dorf wurden spätantike Gebäudereste, eine durch Raubgrabungen zerstörte Kirche und südlich der Kirche Gebäudeterrassen freigelegt. Das Gebiet mit reichen Wasservorkommen und fruchtbaren Ackerflächen bietet auch heute noch ideale Bedingungen für eine Besiedlung. Da antike Bauwerke durch moderne Besiedlung weitgehend zerstört wurden, konnte die ursprüngliche Siedlungsstruktur nicht genau bestimmt werden. Aus der antiken Siedlung İnler Mevkii, die in der Spätantike aufgegeben wurde (siehe oben), wird für Çukurköy eine Massen- oder Individualzuwanderung aufgrund deren Nähe vermutet.

### Havuzlu
Im Ortsteil Havuzlu von Çukurköy wurde eine aus großem Bruchsteinmaterial und glatt behauenen Quadersteinen errichtete größere Kirche mit basilikaförmigem Grundriss und 1,50 m Wandhöhe identifiziert. Rund um das Gebäude fand man zahlreiche Dachziegelfragmente, und südlich und westlich der Kirche bei zwei illegale Raubgrabungen gibt es weitere Räume. 25 m nordöstlich stößt man auf Fundamente eines großes Bauwerks aus Bruchstein und Mörtel. Im Inneren wurden Dachziegel und Ziegelfragmente gefunden, die auf eine Nutzung des Gebäudes von der Spätantike bis in die Gegenwart schließen lassen. Südlich davor liegt ein großer Vorplatz.